# Phyllobrostis tephroleuca
Phyllobrostis tephroleuca là một loài bướm đêm thuộc họ Lyonetiidae. Nó được tìm thấy ở Gauteng, the tỉnh Limpopo, Mpumalanga, KwaZulu-Natal và Zimbabwe.
Sải cánh dài 10-10.3 mm đối với con đực và 10.8–11 mm đối với con cái.